# Zingiber nigrimaculatum
Zingiber nigrimaculatum là một loài thực vật có hoa trong họ Gừng. Loài này được Tong Shao Quan (童绍全, Đồng Thiệu Toàn) miêu tả khoa học đầu tiên năm 1989.
Tên gọi trong tiếng Trung là 黑斑姜  (hắc ban khương), nghĩa đen là gừng đốm đen.

## Mẫu định danh
Mẫu địn danh: S.Q.Tong 42405; thu thập ngày 18 tháng 11 năm 1987 ở cao độ 1.800 m, trong rừng, huyện Mãnh Lạp, châu tự trị Tây Song Bản Nạp, tỉnh Vân Nam. Mẫu holotype lưu giữ tại Viện Thực vật học Côn Minh (KUN).

## Từ nguyên
Tính từ định danh nigrimaculatum là tiếng Latinh, bao gồm nigri (giống cái: nigrae) - sở hữu cách giống đực/giống trung của tính từ niger, nghĩa là màu đen và maculatum (giống đực: maculatus, giống cái maculata), nghĩa là đốm; ở đây là để nói tới các đốm màu đen trên mặt xa trục (mặt ngoài) của phiến lá loài này.

## Phân bố
Loài này là bản địa khu vực miền nam Trung Quốc (tây nam tỉnh Vân Nam). Môi trường sống là rừng ở cao độ khoảng 1.800 m. Tìm thấy tại huyện Mãnh Lạp, tây nam tỉnh Vân Nam.

## Mô tả
Cây thảo thẳng đứng. Thân giả 0,8-1,2 m × 6–12 mm. Thân rễ khi già màu vàng nghệ, khi non màu gần trắng. Bẹ lá màu xanh lục, có lông tơ nhỏ màu trắng; lưỡi bẹ màu đỏ tươi tới đỏ ánh tía ở mép, 2 thùy (các lưỡi bẹ trên) hoặc nguyên, gần cắt cụt (các lưỡi bẹ dưới), dài ~6 mm, có lông tơ nhỏ màu trắng; cuống lá 3–10 mm; phiến lá hình elip hoặc hình mác hẹp, 15-40 × 3–9 cm, mặt gần trục màu xanh lục với các gân bên nổi rõ, mặt xa trục màu xanh lục dày đặc đốm màu đen, nhẵn nhụi ngoại trừ có lông tơ nhỏ dọc theo gân giữa, đáy hình nêm, đỉnh nhọn thon hoặc hình đuôi-nhọn thon. Cụm hoa mọc từ thân rễ. Hoa không rõ. Cụm quả 1-2, xuất hiện từ thân rễ, hình đầu, 3,5-5 × 5–6 cm; cuống cụm quả dài 2–6 cm, vảy màu trắng với đỉnh màu đỏ ánh tía, nhẵn nhụi; lá bắc con màu xanh lục với đỉnh màu đỏ ánh tía, hình mác, ~2,5 cm × 6 mm, nhẵn nhụi. Quả nang màu vàng nghệ ánh xanh lục (khi thuần thục), hình trứng, 3,5-4 × 2-2,2 cm, 3 góc, đỉnh với đài bền, đáy màu gần trắng. Hạt gần hình trứng, ~7 × 5 mm, hạt non màu trắng, sau chuyển thành đỏ, tổng thể màu đen ánh tía; áo hạt màu trắng, bao bọc toàn bộ hạt. Tạo quả tháng 11.
Quả nang và hạt tương tự như ở Z. recurvatum; nhưng khác ở chỗ có thân cây thanh mảnh hơn với đường kính chỉ tới 1,2 cm, thân rễ già màu vàng nghệ, thân rễ non màu gần trắng, lưỡi bẹ phía trên 2 thùy, phía dưới gần cắt cụt, phiến lá với gân bên nổi rõ ở mặt trên, mặt dưới dày đặc đốm đen, quả nang thuần thục màu hơi vàng nghệ-xanh lục, áo hạt màu trắng bao bọc toàn bộ hạt.